# Lukáš Rousek
Lukáš Rousek (Ostrov, República Checa, 20 de abril de 1999) es un jugador profesional checo de hockey sobre hielo que se desempeña en la posición de extremo derecho en Buffalo Sabres, equipo de la National Hockey League (NHL).

## Carrera
Fue seleccionado en la sexta ronda en la NHL Entry Draft de 2019. En 2022 hizo su debut profesional con el equipo Buffalo Sabres, donde lleva jugando dos temporadas.